# Mistrzostwa Świata w Kolarstwie Torowym 1948
45. Mistrzostwa Świata w Kolarstwie Torowym 1948 odbyły się w Amsterdamie. Rozegrano pięć konkurencji: sprint zawodowców i amatorów, wyścig na dochodzenie zawodowców i amatorów oraz wyścig ze startu zatrzymanego zawodowców.

## Medaliści

### Mężczyźni
| Konkurencja                                   | Złoto                 | Srebro           | Brąz                |
| --------------------------------------------- | --------------------- | ---------------- | ------------------- |
| Sprint indywidualny amatorów                  | Mario Ghella          | Axel Schandorff  | Reg Harris          |
| Wyścig indywidualny na dochodzenie amatorów   | Guido Messina         | Sidney Patterson | Charles Coste       |
| Sprint indywidualny zawodowców                | Arie van Vliet        | Louis Gérardin   | Georges Senfftleben |
| Wyścig indywidualny na dochodzenie zawodowców | Gerrit Schulte        | Fausto Coppi     | Antonio Bevilacqua  |
| Wyścig ze startu zatrzymanego zawodowców      | Jean-Jacques Lamboley | Elia Frosio      | August Meuleman     |

## Klasyfikacja medalowa
| Miejsce | Państwo         |   |   |   | Razem |
| ------- | --------------- | - | - | - | ----- |
| 1.      | Włochy          | 2 | 2 | 1 | 5     |
| 2.      | Holandia        | 2 | 0 | 0 | 2     |
| 3.      | Francja         | 1 | 1 | 2 | 4     |
| 4.      | Australia       | 0 | 1 | 0 | 1     |
|         | Dania           | 0 | 1 | 0 | 1     |
| 6.      | Belgia          | 0 | 0 | 1 | 1     |
|         | Wielka Brytania | 0 | 0 | 1 | 1     |